# DualShock
 (janvier 2016).
Si vous disposez d'ouvrages ou d'articles de référence ou si vous connaissez des sites web de qualité traitant du thème abordé ici, merci de compléter l'article en donnant les références utiles à sa vérifiabilité et en les liant à la section « Notes et références ».
DualShock est une gamme de manettes de jeu officielles des consoles de salon PlayStation de Sony. Son nom fait référence à la présence de doubles moteurs solénoïdes, qui permettent de produire des vibrations dans le contrôleur. Elle comprend quatre modèles : DualShock (1997), DualShock 2 (2000), DualShock 3 (2006) et  DualShock 4 (2013) ; qui correspondent aux quatre premières générations de consoles de Sony. La manette de la PlayStation 5, en revanche, porte le nom DualSense (2020).

## Historique
Le premier modèle de DualShock a été lancé en novembre 1997 au Japon et au printemps 1998 en Amérique du Nord et en Europe. Destiné à la PlayStation, il succède au modèle standard (1994) et au Dual Analog Controller (avril 1997). Le DualShock 2 est apparu en 2000, en même temps que la PlayStation 2. Lors de la sortie de la PlayStation 3, le DualShock n'était pas de mise car il avait été remplacé par le "Sixaxis", qui ajoute une fonction de détecteur de mouvement à la manette, mais qui enlève la possibilité d'avoir des vibrations. Malgré tout le DualShock 3 est apparu en 2006 (2007 en Europe)  et fait revenir les vibrations sur la PlayStation 3. En 2013 apparait la DualShock 4, destiné à la PlayStation 4, qui reçoit un design revu et de nouvelles fonctionnalités. En 2016,  dans le cadre des sorties des modèles Slim et Pro de la PS4 une nouvelle version de la "DualShock 4" fait son apparition et apporte des modifications mineures (les couleurs des boutons et des sticks ont été changées, passant du noir au gris foncé, et une seconde barre lumineuse fait son apparition sur le pavé tactile).

## Symboles
Teiyu Goto, le designer de la manette explique le choix de symboles plutôt que des lettres pour les boutons : 

« Le Triangle () se réfère au point de vue : il représente la tête de tout un chacun ou une direction, et je l'ai voulu de couleur verte. Le Carré () symbolise une feuille de papier : il représente les menus ou les documents, et de couleur rose. Le Rond () et la Croix () représentent le oui et le non. Je les ai faits respectivement en rouge et en bleu. »

## Fonctionnalités
La manette comprend :

La DualShock 3 en schéma.

- une croix directionnelle qui devient analogique à partir de la Dual Analog ;
- deux sticks analogiques ;
- quatre boutons principaux en façade, un triangle vert , un carré rose , un cercle rouge  et une croix bleue , analogiques à partir de la Dual Analog ;
- deux boutons annexes en façade, Start et Select, remplacés à partir de la Dualshock 4 par Options et Share (« partager ») avec un pavé tactile ;
- un bouton Analog de sélection analogique/logique pour les joysticks et la croix directionnelle, uniquement sur les deux premières versions ;
- un bouton marqué du logo PlayStation, au centre du contrôleur, permettant d'accéder à l'interface Cross Media Bar ou encore d'allumer et d'éteindre la console, à partir de la DualShock 3 ;
- quatre boutons sur la tranche, L1, R1, L2 et R2, analogiques à partir de la Dualshock 2 et dont les boutons L2 et R2 sont remplacés par des gâchettes dont l'amplitude permet un contrôle plus précis à partir de la DualShock 3 ;
- deux boutons sous les joysticks analogiques, L3 et R3 ;
- un pavé tactile sur la DualShock 4 ;
- une prise jack et un haut-parleur sur la DualShock 4.

## Modèles

### DualShock

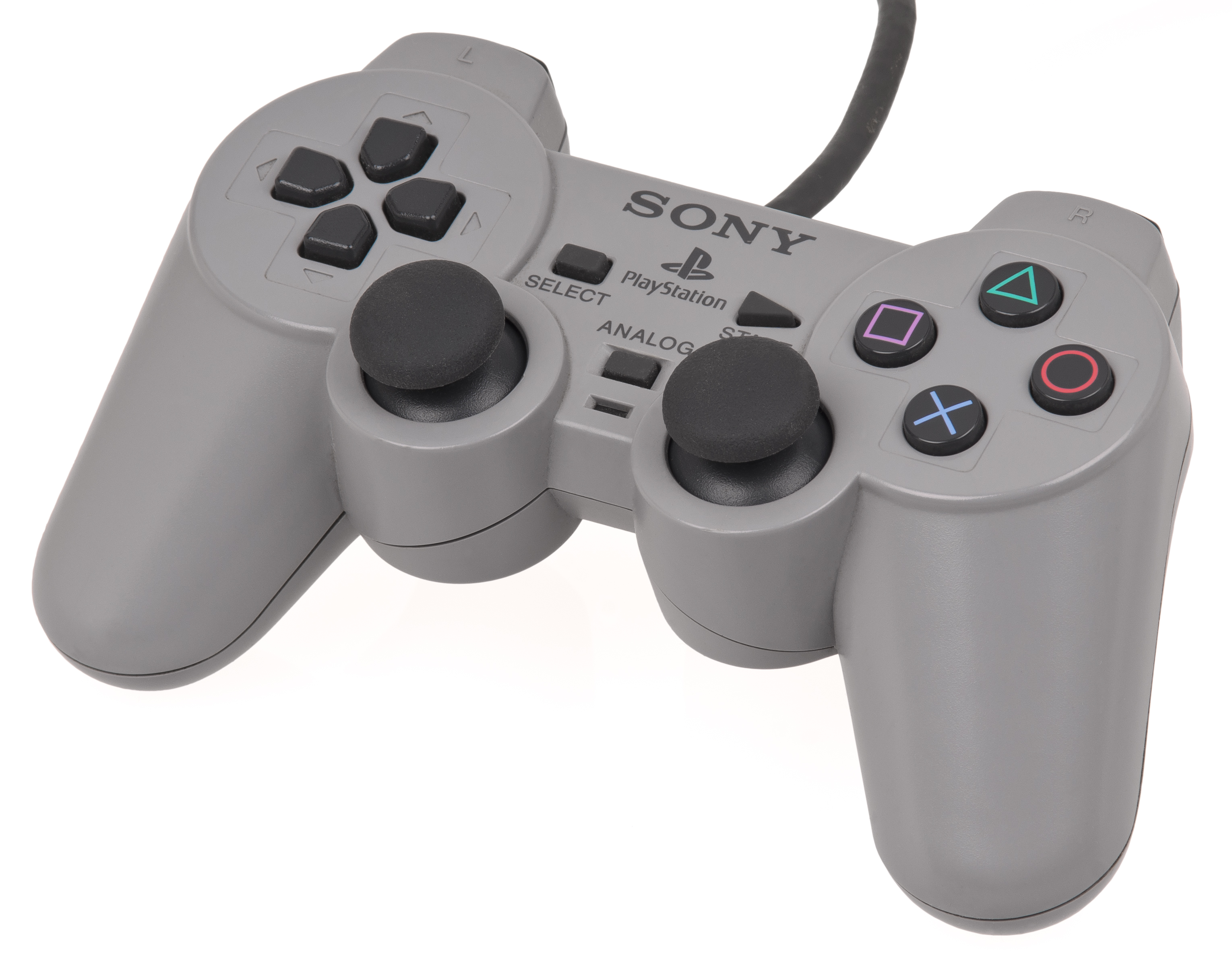
DualShock (1997).

L'un des premiers jeux à tirer parti des capacités de vibrations ainsi que la gestion des sticks analogiques de la DualShock est Gran Turismo (1997). Ape Escape sorti sur PlayStation fut quant à lui le premier jeu à se jouer exclusivement avec les sticks analogiques de la Dualshock.
La manette est compatible avec la PlayStation 2 et, via un adaptateur, avec la PlayStation 3.

### DualShock 2
Le DualShock 2 est apparue en mars 2000 avec la PlayStation 2. Il constitue une évolution de la DualShock dont elle reprend l'ergonomie générale. Ses sticks analogiques et ses boutons proposent des degrés de sensibilité plus importants. Il est aussi plus léger et a été initialement proposé dans la couleur noire. La manette est compatible avec la première PlayStation ainsi qu'avec la PlayStation 3 (via un adaptateur).

### DualShock 3

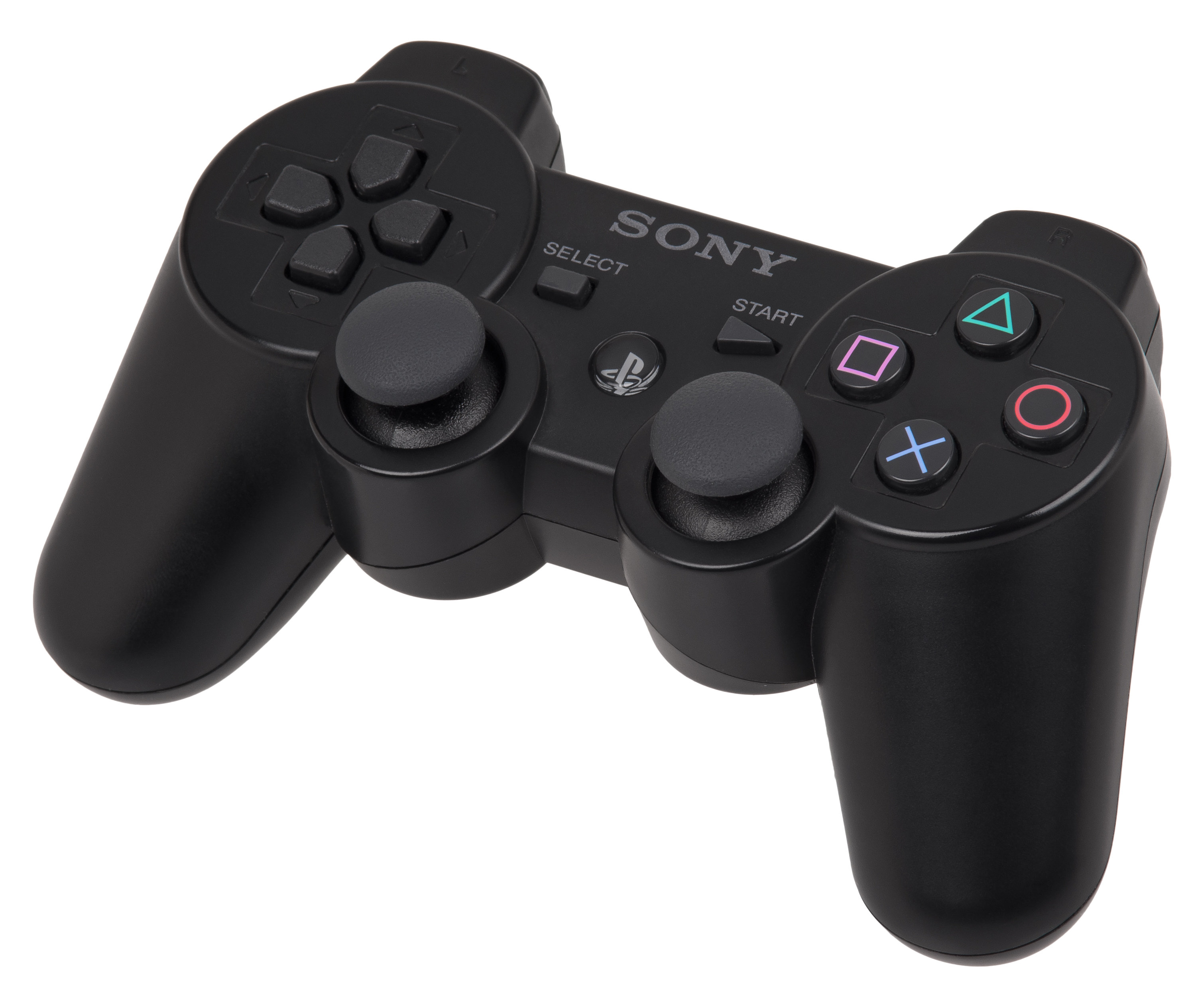
DualShock 3 (2007).

Le DualShock 3, destiné à la PlayStation 3, hérite de toutes les fonctionnalités apportées par le modèle Sixaxis (2006), notamment la reconnaissance de mouvement, et implémente en plus la fonction vibration. La DualShock 3 possède les mêmes dimensions que la Sixaxis mais avec un poids légèrement supérieur (193 g au lieu de 138 g). Sony n'ayant pas prévu de batterie plus performante que celle de la Sixaxis, la batterie se vide plus vite lorsque la manette vibre, elle tient donc moins longtemps que la Sixaxis.
Un certain nombre de jeux sortis avant la commercialisation du DualShock 3 exploitent ses capacités vibratoires (parfois au gré d'une mise à jour).
Le 22 septembre 2010, Sony a mis en vente en France des manettes colorées. Ainsi, en plus de la DualShock 3 noire vendue jusque-là, la manette existe aussi en blanc, rouge, bleu et argenté. Puis apparaissent d'autres coloris comme le Jungle Green, le Urban Camo, le Slate Gray, le rouge Grenat, bleu Azur.

### DualShock 4

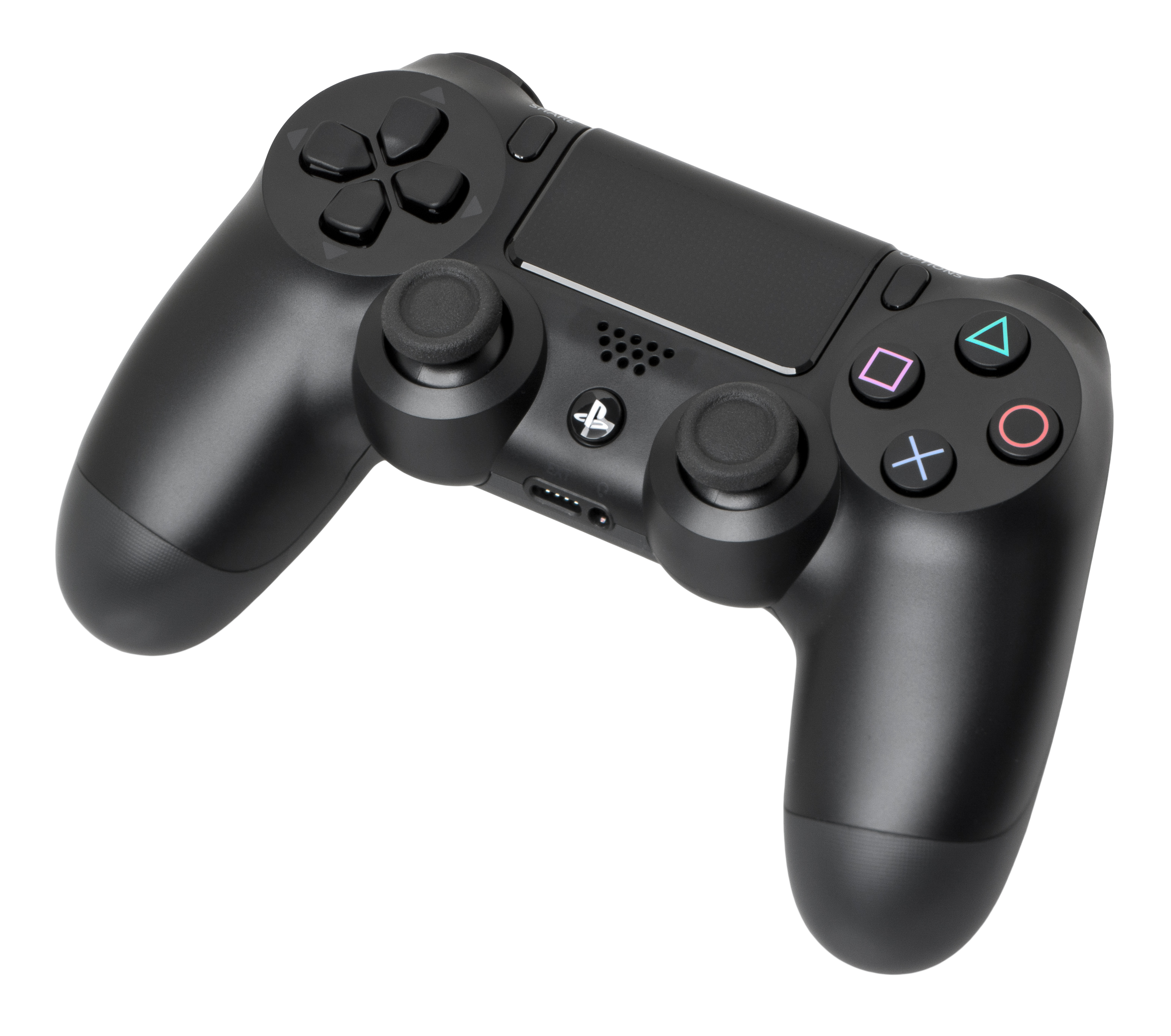
DualShock 4 (2013).

Le DualShock 4, destiné à la PlayStation 4, est présenté le 20 février 2013 lors d'une conférence de Sony. Dans la continuité des précédents modèles de la marque, elle comprend toutefois plusieurs ajouts dont l'inclusion d'un pavé tactile cliquable en son centre. Les boutons Select et Start disparaissent, remplacés par une touche Options permettant de lancer les jeux. L'ajout de la touche Share (« partager ») offre un accès immédiat aux fonctions sociales de la console. Avec notamment la possibilité de partager en  streaming une partie en cours, les joueurs la visionnant pouvant alors aider le joueur.
Le design de la manette évolue légèrement, sa forme devient plus arrondie et ergonomique, ses joysticks analogiques restent convexes mais bénéficient d'un creusement, et les touches L2 et R2 sont repensées avec une forme concave destinée à offrir une meilleure prise en main. Sont également présents sur la manette, une prise casque ainsi qu'un haut-parleur.
Une barre lumineuse apparaît sur la tranche supérieure de la manette, permettant d'identifier facilement chaque joueur par une couleur différente (bleu, rouge, rose et vert) lors d'une partie en multijoueur. Le dispositif peut également servir d'indicateur de santé pendant un jeu. La barre lumineuse est également compatible avec la double caméra PlayStation Eye, pouvant suivre avec précision les mouvements du joueur.
En septembre 2016, Sony annonce une nouvelle version de la manette, avec pour nouveauté une barre lumineuse dans le pavé tactile, ainsi que la possibilité de ne pas utiliser la connexion sans fil pour communiquer avec la manette (afin de réduire la latence).

#### Controverses
En 2023, l’Autorité de la concurrence sanctionne Sony et trois de ses filiales pour abus de position dominante, en raison des blocages techniques mises en place contre l'utilisation de manettes non certifiées par la marque. Les mises à jour de la PlayStation 4 déconnectant régulièrement les manettes tierces, ainsi qu'un système de certification opaque (Official Licensed Product, OLP), sont mentionnés par l'autorité.

### DualSense
La DualSense, destinée à la PlayStation 5, est annoncée le 7 avril 2020 sur le blog de PlayStation. Elle reprend le design iconique des DualShock, avec les joysticks symétriques et la barre lumineuse qui fait cette fois-ci le tour du pavé tactile, contrairement à la DualShock 4 où elle était à l'arrière.
À la différence de ses prédécesseurs, la DualSense prend cette fois un design bicolore : noire sur la partie inférieure et blanche sur la partie supérieure.
Une version haut de gamme et personnalisable intitulée DualSense Edge est annoncée en août 2022. Celle-ci est commercialisée à partir du 26 janvier 2023 au tarif de 239,99 €.